# Opkg
opkg (オープンパッケージ管理ツール)は、ipkgを基礎として開発された軽量のパッケージ管理システムである。これはCで記述されており、動作はAdvanced Package Tool (APT)やdpkgに似ている。これは組み込みLinuxデバイスでの使用を目的としており、OpenEmbeddedおよびOpenWrtプロジェクトで使用されている。
OpkgはもともとOpenmokoプロジェクトによってipkgからフォークされた。最近，opkgの開発は古いGoogleコードリポジトリからYocto Projectに移行し、そこで再び活発に開発されている。
Opkgパッケージは.opk拡張子を使用する。